# Stanley Kubrick: A Life in Pictures
Stanley Kubrick: A Life in Pictures è un documentario del 2001, diretto da Jan Harlan.
Esso ripercorre il lavoro del regista statunitense, con l'ausilio di testimonianze di attori e registi quali Tom Cruise, Nicole Kidman, Malcolm McDowell, Christiane Kubrick, Shelley Duvall, Jack Nicholson e Woody Allen.